# 中国大陆电影
本條目敘述1949年后中华人民共和国成立後中国大陆地区的组织、个人制作及出品的电影。中国大陆的电影管理和审查机构現为中共中央宣传部电影局挂名的国家电影局。
1949年後，華語影艺界人士大多集中在上海或移居香港、台湾及世界其他地区。1950年代起，中华人民共和国建立国有公司拍摄、发行的电影工业体系，以及严密的电影审查制度。至文化大革命时，中國大陆电影內容多以政治角度出發。但隨著政治氛围的紧张、政治审查逐渐严格以及电影人在历次政治运动中被鬥垮，當地电影業进入了长期低迷停滞时期。1970年代末，當局实行改革开放，政治氛围宽松，“新启蒙运动”的兴盛伴随着新生代（第五代）导演的崛起，电影生产开始复苏。1980年达到年观影290亿人次的高峰后，电影业陷入市场萎缩、观影人数下降的经营困境:50。
21世紀以後，中國大陸電影业逐步復興，蓬勃发展，同时也涌現两岸三地合资、合拍电影的新景象。根据當地国家电影局的统计，2022年中国大陆影市年度票房为300.67亿人民币，观影人次为7.12亿，银幕数量为76,486块。虽然中国大陆电影市场及受众规模庞大，但是當局严格的审查制度始终影响中国大陆的电影业。

## 相关法律法令
中国大陆地区依下列法律法令对境内（不含港澳台）电影的制片、发行、放映及进出口进行管理。
1981年10月13日起施行《进口影片管理办法》
2002年2月1日起施行《电影管理条例》《出版管理条例》
2017年3月1日起施行《电影产业促进法》

## 本土电影发展进程

### 1949至1976年
时中国东北地区接收东亚最大规模的电影制片厂滿洲映畫協會，包括部分留用日籍職員與电影器材，為日後电影發展提供基礎，包括協助成立电影学校培养人才，提供很多技术指导，還有參與製作電影（如《白毛女》的技術輔助擔當）。
1950年代初，在政府“教育广大革命群众”的政策影响之下，大部分影片都具有歌頌社會主義「新中國」的政治宣传意义。
1964年，由國務院總理周恩来倡导的一场集音乐、舞蹈、诗歌于一体的史诗式彩色电影《东方红》登场，这是中國第一部彩色电影，以描绘中华民族近代史历程为内容；动用了超过3000人的大型阵容，云集了当时文艺界著名演员王昆、郭兰英、才旦卓玛、刘秉义、李光羲、邓玉华、柳石明、张越男等，也诞生了具有特色的革命电影歌曲像《南泥湾》、《井冈山》、《游击队歌》、《情深谊长》等等传唱至今的作品。
踏入文化大革命后，电影文化受到打击。很多影艺人士受迫害身亡，例如：郑君里、蔡楚生、上官雲珠。电影制作题材受到限制，八套“样板戏”（包括京剧类型的《智取威虎山》、《奇袭白虎团》、《红灯记》、《海港》、《杜鹃山》，芭蕾舞类型的《白毛女》、《红色娘子军》，交响乐类型的《沙家浜》）等当时的影片具有浓厚的政治味，但撇开火红革命式的象征意念来讲，属于严谨的任务式高规格艺术制作，因此受政治意念笼罩的文艺作品仍然保留了一定的艺术水平。
到1973年，电影创作得到恢复，长春电影制片厂首先开始改编和拍摄故事片《艳阳天》。随后又拍摄了《火红的年代》、《青松岭》、《战洪图》、《创业》和《海霞》等一批優秀影片。此間拍攝的一批政治味電影受到政治勢力的打擊如1975年的《创业》受到四人帮的批评。文革后期拍摄的《春苗》、《反击》等，也被烙上反党的“走资派”印记。电影受政治党派利益斗争的严重影响，而文革以来对传统中华文化的颠覆直接反映在电影中。

### 1976年至90年代

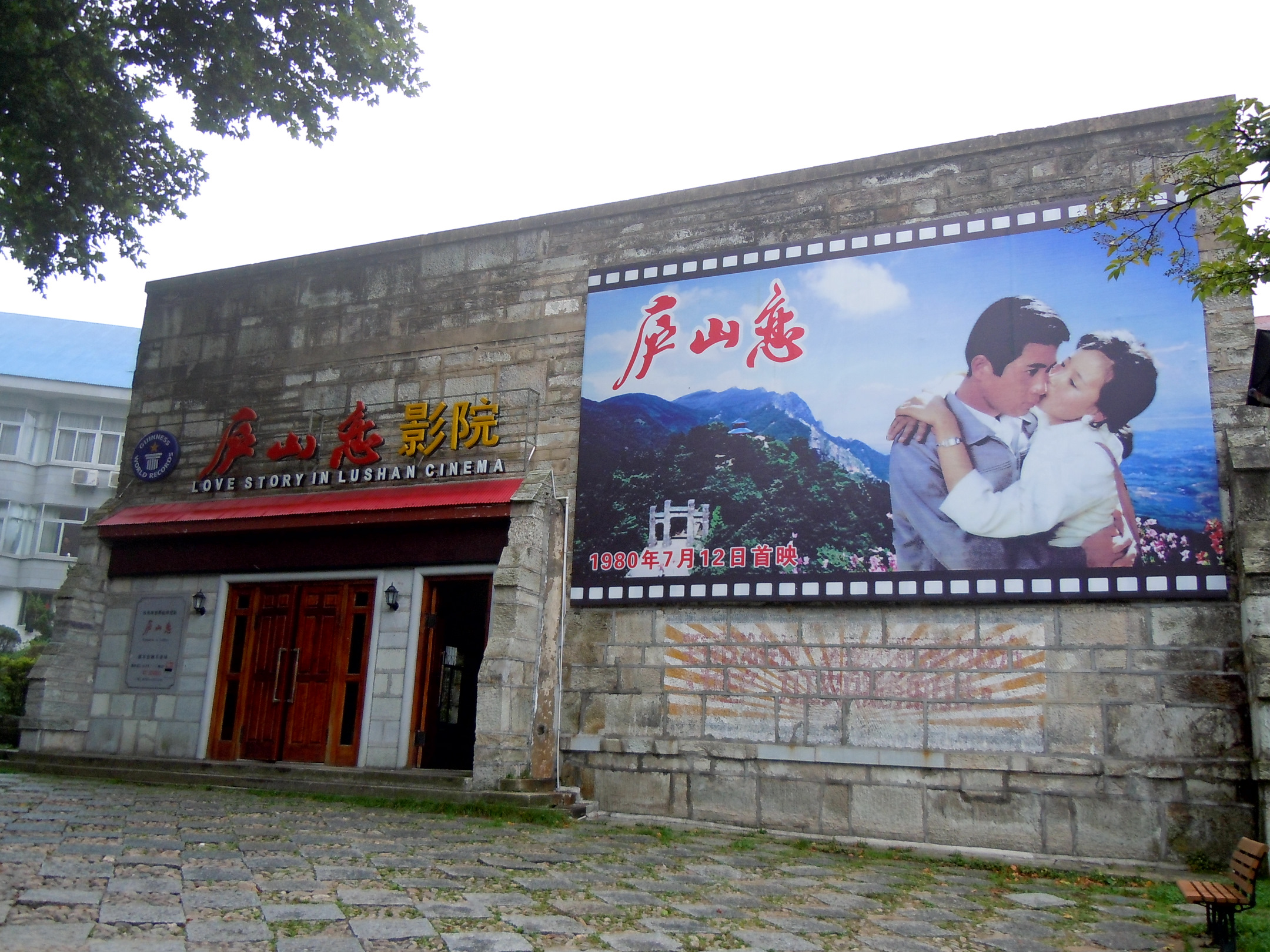
1980年上映的《庐山恋》是改革开放后的首部“吻戏”，引发轰动

1976年文化大革命结束后，1977年电影生产开始復甦，1980至1984年平均年产量达120部左右，全国放映单位已达14万之多，比1949年增长了350倍。1980年，年观众人次达到在290亿人次的高峰，其中由黄祖模导演的《庐山恋》是改革开放后的首部“吻戏”，引发轰动，成为了当时一代人对时尚、审美以及情欲的启蒙，有观点认为是启发之后中国大陆第五代导演“身体叙事”的一位先行者和领路人。1980年，负责电影发行的中国电影公司改变与电影制片厂之间原有按固定数额结算方式，改为按拷贝量结算。此举使北影等六个老电影制片厂的利润从1979年的30%，1981年提高到128%。但不久，电影业即出现观众人次、营收逐年下降的情况。1986年，观众人次下降40亿人次。1987年，以月平均3000余万人次下降:49—50。而伴随1970年代末开始的改革开放，大量外国片、香港片早已涌入中国大陆，冲击本土电影。如1980年获项影片《泪痕》的导演李文化回忆，该片因受外来冲击，曾有停拍之虞。此外，亦需要与电视、录像、舞厅、游乐场等新兴娱乐方式或场所争取受众。到1985年时，受经济因素、市场力量影响，电影厂拍摄娱乐片成为主流，亦因此出现大量“粗制滥造”的娱乐片。同时，电影产业受到体制固化、政策不完善的束缚:49—50。
1980年代电影的拍摄，随着陈凯歌、田壮壮、张艺谋、吴子牛、黄建新、李少红、胡玫等第五代导演的出现，1984年伴着《黄土地》中摄人心魄的大西北旋律，一種中國特殊民俗風情的選材风行，第五代导演个人风格的浓烈及大胆的艺术追求成为其标志，电影创作创出了一条自己的路，时具有强烈反思精神的启蒙主义电影作品。但由于某些題材反应了建国初期的政治动荡与政策失误，1993年由田壮壮导演、吕丽萍主演的《蓝风筝》，以及1994年由张艺谋所导演、巩俐、葛优主演的《活着》未能正常上演。由于中華人民共和國政府相對嚴格的審批制度，不少有創作力的年輕導演開始走向地下獨立作品的道路。獨立電影多以民生角度反映社會底層的生存狀況以及描繪快速轉型期各階層領域的訴求，對比於政府自上而下任務式的宣傳電影，更能得到不同民衆的共鳴和啓發。
在风格与样式上趋于多样化。由于题材领域的扩展，使艺术家们可以自由地发挥自己的才能和特长，探索自己最适宜的风格、样式，表现最完美的内容。尤其引人注目的是一批中青年编导拍摄了一批有一定实验意义的探索性影片，如《黄土地》、《青春祭》、《良家妇女》、《黑炮事件》、《猎场札撒》、《老井》、《红高粱》、《秋菊打官司》、《香魂女》、《霸王别姬》等。在电影创作繁荣的同时，电影理论研究也空前活跃，并在相当多的创作人员中发生影响。
1980年代開始，一批从电影学院毕业的年轻人进入了电影的拍摄工作，由于他们的电影具有与以前五代不同的风格，題材多涉及覆蓋弱勢群體所需的人文關懷和製度問題衍生的社會問題，由于作品大膽創新，起初多为地下作品，进不了正式的发行渠道，人们称之为地下导演，也有人称他们为第六代导演。这其中有代表性的有贾樟柯、路学长、王小帅、張楊、章明、李楊、王全安、張元等。进入21世纪，文化的逐步開放讓这些电影人纷纷浮出水面，成为政府认可的导演。隨着贾樟柯成为上海国际电影节的评委。王小帅凭借电影《青红》在柏林电影节上获评委会大奖。第六代导演渐渐进入电影创作主流。

### 1996年至21世紀初
随着改革开放的深入，市场化的完成，电影工业开始从宣传工具的角色转变成大众媒体，虽然传统政宣式的功能依旧。不过1990年代中期开始，中国电影发行公司对美术片等不再实行统购统销的计划经济政策，一大批充满商业气息的大片开始活跃，贺岁片、动作片、喜剧片、战争片等香港电影成功的商业概念开始进军中國內地电影市场，市場一片興旺，1990年代末期，伴隨著馮小剛導演的作品《大腕》，中國大陸真正意義上的商業電影誕生。
此後，電影工作者一直在探尋如何拍攝普羅大眾的商業電影，提出電影的商業化改革戰略。

### 2001至2009年
踏入新世纪，内地院线雨后春笋般建立，由于地产泡沫、人民币升值、通胀加剧等诱因，内地电影票价几级翻倍，一线城市的电影票价平均70至90元人民幣，高于100元人民幣的电影票价也比比皆是，看电影成中产阶层的主要消费。观众“值回票价”的心态，驱使齐集大牌明星、场面宏大、投资过亿的电影成消费主导，一时间这些巨资电影成为电影市场的主流产品，衍生了畸形的大片潮流。
由于大片着力宏大制作，“成本高，明星阵容强”为主要号召力，从而拉高了一线华人影星的身价，但变相削弱了创作和后期制作团队的酬劳，“重包装大于内容”的营销手法开始支配行業，不少内地的大导演，如张艺谋、陈凯歌、冯小刚等都蜂拥加入拍摄大片，如《英雄》、《十面埋伏》、《夜宴》等。
面对大片潮流所主导的电影市场，内地中小成本电影的困难重重，许多制作不能招商引资，初出茅庐的电影工作者很难有机会担当大任。不少电影工作者纷纷寄望能打破这种局面，重整电影的质量。2006年新晋导演宁浩拍摄的小成本电影《疯狂的石头》，如盲井的農民工社會現象的思考性質等是新的尝试。

### 2010年代
中國大陸成为全球最大的电影市场之一；香港电影业也重新找到路向，闯出北上合拍和留守香江的两大路径；台湾电影业也在低迷过后，焕发勃勃生机。一个史无前例的华语电影产业已经形成，并瞩目于全球电影市场。
走出浮躁的大片潮流，电影人开始以更成熟务实的方式面对迅猛崛起的电影产业，电影类型也不断增加，各式新旧片种被不断激碰尝试。而大制作也重回剧本剧情主导的拍摄方式。
不过电影投资却出现前所未见的繁荣景象，来自世界各地的资金纷纷瞄准大中华市场，拍片量猛然增加至每年超过500部，惟超過七成不能上映，多數為利用文化產業3%低稅率，節稅或逃稅的爛片。2010年中国内地票房更突破100亿人民币，形成世界瞩目的电影市场。
飞速发展的电影市场，使得随之成长的电影文化渐渐深入人心；电影创作也受到极大鼓舞。然而，国家广电总局对上映影片的审查依然严厉，这直接导致了电影大多重于娱乐，而怵于对社会现实的直接反省和批判；而仿照香港的电影分级制度的建立与否仍然饱受争议。
由政府主推的傳統主旋律電影經過商業包裝以商业片的形式出现在市场，如《建國大業》、《建黨偉業》等，而翻拍舊有題材、經典電影的翻拍潮流也不斷發酵。
2010年商业电影也取得了极大成功，如冯小刚执导的《唐山大地震》和姜文执导的《让子弹飞》分别取得了6亿多人民币的票房，突破了中国大陸电影在本土票房的最好的成绩。还有《赵氏孤儿》、《非诚勿扰2》等电影也都轻松突破亿元票房。
2011年中国大陸电影票房为20亿美圆，超越英国和印度，成为仅次于美国和日本的世界第三大电影市场。2012年，每年出版电影 500 多部，仅次于印度和美国，居世界第三。
2014年，根據美國電影協會的年度報告顯示，中國大陸第三年蟬聯全球第二大電影票倉。專家預測，未來全球票房增量的80%將來自中國大陸。
2015年2月，中國大陸實現40.5億元票房收入，首次超越美國成為世界最大電影市場。
2015年，中國大陸全年票房收入為440.69億人民幣，成長48.7％，其中本地產影片票房達271.36億人民幣，占總票房61.58％。。據統計，大陸2015年全年票房破億影片共計81部，其中陸產影片47部；陸產影片海外銷售收入達27.7億元，年增48.13％；全年影院觀眾人次達12.6億，年增51.08％。此外，2015年大陸電影院數量也繼續保持快速成長，全年新增螢幕 8,035 塊。
2016年11月7日，第十二届全国人民代表大会常务委员会表决通过《中华人民共和国电影产业促进法》。该法于2017年3月1日起正式施行。法律全文共6章60条，將影片由拍攝到上映設定了層層關卡，包括：劇本梗概需要先部門備案，和特定題材劇本追加事前審查，拍攝完成再次送審，方可最終獲取公映許可。第29条“电影院应当合理安排由境内法人、其他组织所摄制电影的放映场次和时段，并且放映的时长不得低于年放映电影时长总和的三分之二。”从法律层面为促进国产电影发展创造了条件。2018年3月到4月，中國電影管理工作也劃歸中共中央宣傳部負責，其後一年電影總票房朝向至少十年來的首次年度下滑。
2019年中國大陸票房低开高走。上半年，總票房與去年同比下滑2.7%，是近9年首次下滑；觀影人次同比少賣9,000萬張票，減少10.3%，觀眾流失也創紀錄。7月中旬，中國大陸主要影視公司發布2019上半年業績預告，華誼兄弟、北京文化等6家知名公司首度出現虧損，其中影視娛樂股王華誼兄弟，更陷入財務危機。暑期檔多部本獲公映許可的電影遭取消放映，而且沒有任何的解釋。下半年电影市场回暖、暑期档报收135亿，同比增长2%，国庆档报收50亿，同比增长29.81%，双双创下最好成绩，截止12月13日年度累计票房超607亿，提前18天超越2018年全年票房纪录，再次创下历史新高。类型片迎来全面突破，《哪吒之魔童降世》《流浪地球》和《我和我的祖国》三部电影在动画、科幻、主旋律类型中创下佳绩，使得青年电影人正在成为中坚力量。

### 2020年疫情以來
2020年，受2019冠状病毒病疫情对电影业的影响，中国大陸成为全球第一大电影市场。
2021年，“十四五”中国电影发展规划提到“国产电影年度票房占比保持在55%以上。” 随着主旋律影片质量和拍片比例的不断提升，其贡献的票房占比也在逐年增加。2021年，主旋律题材电影票房占比近全年的四分之一。 过去10年里，外国电影在国内的票房占比一直在下滑。2021年，进口片的票房占比只剩下了17%。

## 进口电影
1994年，安德鲁·戴维斯导演的犯罪片《亡命天涯》在中国大陸六个城市首映。这是中国大陆真正意义上的第一部进口分账片。《亡命天涯》上映时，海报上还写有“改革年代，激烈论争，电影市场，风险上映”的宣传语。
根据《电影企业经营资格准入暂行规定》，中国大陆电影进口经营业务由国家批准的电影进口经营企业专营，承担进口电影发行业务的公司也需为经批准的具有进口影片全国发行权的发行公司。因1981年文化部、海关总署《进口影片管理办法》规定进口影片业务“统由中国电影发行放映公司（简称中影公司，为今中国电影集团（中影集团）前身）经营管理”、2001年广电总局、文化部《关于改革电影发行放映机制的实施细则（试行）》中确定“组建中影集团影片进出口公司，受委托承担对外国及港澳台影片的统一进口”、“建立两家进口影片发行公司：保留中影集团原进口影片发行公司，再组建一个进口影片股份制发行公司，新组建的进口影片股份制发行公司，由电影系统内国有资本控股，可以吸收非国有资本参股（即2003年5月组织成立的华夏电影）”以来，未有任何对于民营企业如何取得进口影片发行业务的法律条规说明，现状下，所有中国大陆进口片均由中影集团进出口分公司负责进口、中国电影股份有限公司及华夏电影发行有限责任公司两家公司负责发行。
当前，中国大陆引进的外国电影有下列类型：
- 普通分账片：2001年加入世贸组织后，该类型电影的进口配额为每年20部。另外2004年起，為避免美國電影霸佔市場，当局规定该类电影中須有6部為非美國電影[37]。该类电影的票房收入按照国际通行的制片方35%、发行方17%、放映方48%的比例进行分配。而其中的一些一线公司制作的北美新片（尤其是好莱坞电影），则是依含税前及基金的票房分賬25%[38]。
- 特种分账片：根据《解决WTO电影相关问题的谅解备忘录》（详见下文），该类型电影的进口配额为每年14部，全部为使用了IMAX或3D等技术的影片，票房收入的分配方式与普通分账片相同。许多电影公司为了取得特种片进口名额，会在中国推出特供3D版本，放弃上映2D版本[39]。
- 进口买断片：又称买断片、批片，该类型电影的进口配额为每年30部。这类电影多为欧洲、日本等地的作品，发行权由中国大陸的发行公司一次性买断并在大陸上映，票房盈亏自负。在实际运作中，此类电影常由民营公司负责版权谈判及买断引进，依托上述两家具有进口电影发行权的公司之一送进出口审核之后以“协助推广”等身份与送审公司联合发行。

### 中美电影进口争议
2007年4月，美国對世界贸易组织譴責北京限制电影等音像产品進口的政策違反加入世貿組織時的承諾。这次争端随着世贸组织于2009年12月裁定《电影管理条例》第30条和《电影企业经营资格准入暂行规定》有悖入世议定书和工作组报告結束。
为解决争端，2012年习近平访美期间达成《解决WTO电影相关问题的谅解备忘录》。根据协议，中国大陆对引进外国电影采取配额制度，中国电影集团独家拥有外国电影进口权并和华夏电影同时拥有进口电影发行权，因此中国电影集团可对外国电影进行筛选。臺灣和香港的電影則不受進口配額限制。
2015年习近平访美期间，中国电影集团与美国电影协会签署《分账影片进口发行合作协议》。报道指出，《协议》实质上是在《中美电影协议》框架下签订的具体商业合同，并非电影协议，不会像外界猜测那样提高进口片的配额和分账比例。2016年，进入电影市场的进口片达92部，创下近年来历史之最，但该年9月-12月票房成绩依旧难逃下滑趋势。随着美国总统唐纳德·特朗普的正式上任，预计于2017年进行中美电影产业第二轮谈判不确定性增加，谈判仍未进入实质性阶段。
另外，每年6月20日至7月底的暑期档都是国产电影保护月，一般在这段时间上映的进口片比较少，导致部分好莱坞大片在保护月后扎堆上映，甚至出现档期撞车，其中《蝙蝠侠：黑暗骑士崛起》和《超凡蜘蛛侠》两部超级英雄题材的大片就出现了在2012年8月27日同日对垒的局面。

## 合拍片
合拍片是指中国境内制片公司和境外制片公司共同投资（含资金、劳务或实物）、共同摄制，共同分享利益及共同承担风险的一种摄制形式。这种联合摄制的合拍片，在中国内地市场可以享受国产影片的待遇。在合拍片中，中方出资比例一般不少于三分之一，且必须有中国演员担任主要角色，并需要在中国取景。
随着台湾、大陆、香港的日益沟通，合資片成為電影製作的主流，一來以當地熟悉的演員較易吸引各地觀眾，二来对电影投资资金困难问题得到解决，如香港演員與大陆演員合作的《英雄》、《十面埋伏》、《功夫》、《十月围城》等，便獲得觀眾收看。與此同時，随着中外合作的发展，亦有中美、港韓等多種合作關係的合資電影製作。
除了合拍片，还存在协拍片和委托拍片两种形式，协拍片是指外方出资的影片到中国大陸来拍摄，合作伙伴提供场地、设备、劳务等有偿服务，但不享有版权，只是协助拍摄；委托拍片是指指根据外方的全权委托，按照指定内容和技术要求拍摄的影片，中方完成全部工作并收取相应费用，不享有任何版权。这两类电影无法享受国产影片待遇，若要在国内上映须履行进口手续。

## 导演发展
中国大陸电影的“代际”问题是由20世纪70或80年代的中国大陸电影人提出的，分为六代。
第一代（1896—1931）：民族电影的拓荒者，主要表现为无声默片。代表人物：张石川、郑正秋、但杜宇、杨小仲、邵醉翁等。 　　
第二代（1932—1949）：第一代导演的学生辈，他们主要活动在三四十年代的有声电影时代，由于反帝反封建斗争和日本侵华等社会背景，他们善于表现表现较为深刻的社会问题，表达自己对社会的深思，创造了三四十年代电影的新成就。代表人物：程步高、沈西苓、蔡楚生、史东山、费穆、孙瑜等。
第三代（1949—1976）：与第二代导演是师生关系，代表了中國大陸电影的发展方向，他们的电影有着极强的政治性，电影内容主要包括了对革命战争年代的讴歌与回忆、对黑暗旧社会的控诉以及对新社会和新生活的赞美。代表人物：成荫、谢铁骊、水华、崔嵬、凌子风、谢晋、王炎等。
第四代（1978—1989）：大多数毕业于文革之前的北京电影学院，但是他们的电影生涯是从文革之后开始的，是正宗的科班出身，他们的电影有极强的政治型和散文诗化的特点提倡纪实性，追求质朴、自然的风格和开放式的结构，并善于从生活中、从凡人小事中去开掘社会和人生的哲理。代表人物：谢飞、郑洞天、张暖忻、黄蜀芹、吴贻弓、吴天明、黄健中、滕文骥等。 　　
第五代（1983—1999）：多为1982年北京电影学院毕业本科生，电影事业没有受到文革的影响，但是经历过文革对他们的电影产生了很深的影响。在“新启蒙运动”的大背景下，他们运用新的电影语言来表达自己与社会的关系，以及对国家、民族的命运进行探索，在选材、叙事、刻画人物、镜头运用、画面处理等方面，都力求标新立异。代表人物：陈凯歌、张艺谋、张军钊、冯小宁、姜文、吴子牛、田壮壮、黄建新等。 　　
第六代（1990—）：一般指生于二十世纪六十年代后期至七十年代中后期，在八十年代末至九十年代进入北京电影学院、中央戏剧学院等高等院校，接受过正规影视教育的青年导演，这一代导演的观念、语言和态度已日臻成熟，并在国际各大影展上屡屡获奖。此外，这代导演中还有一部分是热爱电影的自由职业者，他们制作的电影往往被称为“地下电影”或“独立电影”，由于种种原因他们的电影较难通过当局审查无法在中国大陆上映，也因此面临一些经济上的困难。代表人物：胡雪楊、张元、王小帅、陆川、路学长、管虎、贾樟柯、王一持、李欣、宁浩、娄烨等。

## 电影节
中国金鸡百花电影节创办于1992年，由中国文学艺术联合会和中国电影家协会联合主办的一年一届国际性影展。
- 中国电影金鸡奖，始创于1981年中国农历鸡年。它是由中国电影家协会主办的，由电影艺术家、电影评论家参与评选的专业性电影奖。奖杯以金鸡啼晓象征百家争鸣，同时亦包含着激励电影工作者闻鸡起舞、奋发前进的意义。从2005年起，金鸡奖和百花奖隔年举办.
- 大众电影百花奖，始创于1962年，1964年停办。1980年恢复举办。它是由中国电影家协会所属《大众电影》杂志社主办的，经由广大观众投票产生的群众性电影奖。它以百花盛开象征影坛繁荣，鼓舞电影工作者为广大群众创作出更好的影片。

中国电影华表奖的前身是文化部优秀影片奖，始评于1957年，中断了22年后，从1979年继续进行评奖活动，一年一届。1985年文化部电影局整建制划归广播电影电视部后，更名为广播电影电视部优秀影片奖。
上海国际电影节创办于1993年，是中国国内第一个国际电影节，也是国际电影制片人协会认定的竞赛型非专门类国际电影节之一，在中国有很高的重要性。每年6月在中国上海举行。由中国国家广播电影电视总局及上海市人民政府联合主办，上海文化广影视集团国际大型活动办公室承办。主竞赛单元最高奖项为「金爵奖」。
北京国际电影节创办于2011年，是由国家广播电影电视总局、北京市人民政府主办。主竞赛单元最高奖项设为「天坛奖」。
海南岛国际电影节创办于2018年，是由海南省人民政府和中央广播电视总台主办的大型国际电影节，一般于每年12月份在海南省三亚市举办。主竞赛单元最高奖项设为「金椰奖」。
中国长春电影节创办于1992年，是经中华人民共和国广播电影电视部批准举办的具有国际性的国家级电影节。每两年举办一次。由中华人民共和国广播电影电视部、吉林省人民政府、长春市人民政府主办；长春市人民政府、广播电影电视部电影事业管理局、吉林省文化厅、中国电影发行放映输出输入公司、中国电影合作制片公司和长春电影制片厂联合承办。奖项设置为「金鹿奖」。

## 電影院

### 歷年票房收入
2012年，超越日本成為全球第二大電影市場。2016年12月，超越美國成為全球電影銀幕最多的國家。2017年6月，超越北美（美國和加拿大）成為全球電影銀幕最多的市場。2020年度的票房表現受到2019冠状病毒病疫情的影響；同年10月，超越美國成為全球第一大電影市場。
| 年份 | 票房收入（人民幣） | 觀影人次 | 銀幕數（單位：塊） | 參考          |
| ---- | ------------------ | -------- | ------------------ | ------------- |
| 2006 | 26.40億            | 0.95億   | 3,034              | [ 64 ]        |
| 2007 | 33.27億            | 1.30億   | 3,527              | [ 64 ]        |
| 2008 | 43.41億            | 1.70億   | 4,097              | [ 64 ]        |
| 2009 | 62.06億            | 2.10億   | 4,723              | [ 64 ]        |
| 2010 | 101.72億           | 2.84億   | 6,256              | [ 64 ]        |
| 2011 | 131.15億           | 3.70億   | 9,286              | [ 67 ]        |
| 2012 | 170.73億           | 4.72億   | 13,118             | [ 65 ]        |
| 2013 | 217.69億           | 6.17億   | 18,398             | [ 68 ]        |
| 2014 | 296.39億           | 8.30億   | 24,317             | [ 66 ]        |
| 2015 | 440.69億           | 12.60億  | 31,627             | [ 69 ]        |
| 2016 | 492.83億           | 13.72億  | 41,179             | [ 70 ] [ 71 ] |
| 2017 | 559.11億           | 16.20億  | 50,776             | [ 72 ] [ 71 ] |
| 2018 | 609.76億           | 17.16億  | 60,079             | [ 73 ]        |
| 2019 | 642.66億           | 17.27億  | 69,787             | [ 74 ]        |
| 2020 | 204.17億           | 5.48億   | 75,581             | [ 75 ]        |
| 2021 | 472.58億           | 11.67億  | 82,248             | [ 76 ]        |
| 2022 | 300.67億           | 7.12億   | 76,486             | [ 2 ] [ 1 ]   |
| 2023 | 549.15億           | 12.99億  | 86,310             | [ 77 ]        |
| 2024 | 425.02億           | 10.1億   | 90,968             | [ 78 ]        |

註：2016年起的年度票房包含電商（網路售票平台）服務費。

## 外部连结
- 法律法规-国家电影局 （页面存档备份，存于）
- 中国共产党中央委员会宣传部